# KB Tirana
O Klubi i Basketbollit Tirana, conhecido como KB Tirana ou simplesmente Tirana, é um clube profissional de basquetebol sediado na cidade de Tirana, Albânia que atualmente disputa a Superliga. Manda seus jogos no Asslan Russi com capacidade para 2.800 espectadores.

## Temporada por Temporada
| Temporada | Nível | Liga      | Pos. | Resultado     | Copa da Albânia | Supercopa |
| --------- | ----- | --------- | ---- | ------------- | --------------- | --------- |
| 2011-12   | 1     | Superliga | 1    | Campeão       | Campeão         | Campeão   |
| 2012-13   | 1     | Superliga | 2    | Semifinalista |                 |           |
| 2013-14   | 1     | Superliga | 3    | Finalista     | Finalista       |           |
| 2014-15   | 1     | Superliga | 1    | Finalista     |                 |           |
| 2015-16   | 1     | Superliga | 3    | Semifinalista |                 |           |
| 2016-17   | 1     | Superliga | 1    | Campeão       | Campeão         | Campeão   |
| 2017-18   | 1     | Superliga | 1    | Campeão       | Campeão         |           |

fonte:eurobasket.com

## Títulos
- Superliga albanesa

Campeão (20):1946, 1948, 1949, 1950, 1957, 1961, 1962, 1963, 1965, 1971, 1999, 2001, 2002, 2008, 2009, 2010, 2011, 2012, 2017, 2018
- Copa da Albânia

Campeão (18):1961, 1962, 1963, 1969, 1971, 1973, 1977, 1988, 2000, 2001, 2002, 2007, 2008, 2009, 2011, 2012, 2017, 2018
- Supercopa
- Campeão (8):2001, 2003, 2008, 2009, 2010, 2011, 2012, 2017